# Aeropuerto Internacional de Santo-Pekoa
El Aeropuerto Internacional de Santo-Pekoa  (en inglés: Santo-Pekoa International Airport; en francés: Aéroport international de Santo-Pekoa) es un aeropuerto situado a unos 6 km de la ciudad de Luganville, en la isla Espíritu Santo, en Vanuatu (IATA: SON, OACI: NVSS). La empresa Airports Vanuatu Limited ofrece servicios de aviación para el lugar.
El campo de aviación fue puesto en funcionamiento en diciembre de 1942 y era conocido como "Campo Bombardero Nº 2" o "campo Pekoa". El aeródromo de Luganville fue utilizado como pista de aterrizaje civil hasta la década de 1970. Sin embargo, dado que se encontraba en un terreno elevado y que a menudo se llenaba de neblina, se decidió trasladar todas las operaciones al antigua Campo Pekoa que posteriormente se convirtió en el Aeropuerto internacional Santo-Pekoa.